# W tajnej służbie Jej Królewskiej Mości (film)
W tajnej służbie Jej Królewskiej Mości (ang. On Her Majesty’s Secret Service) – szósty film wytwórni EON Productions z cyklu przygód agenta brytyjskiego wywiadu Jamesa Bonda, zrealizowany w 1969 roku. Agent 007 z pomocą córki Marca-Ange Draco, hrabiny Tracy di Vicenzo toczy ostateczne starcie z organizacją WIDMO. Pierwszy i jedyny film z George’em Lazenbym w roli Bonda. Jest to jedyny film z oficjalnej serii, w którym James Bond się ożenił.

## Fabuła
Na jednej z plaż portugalskiego wybrzeża James Bond ratuje kobietę chcącą popełnić samobójstwo, następnie w trakcie spektakularnej bójki unieszkodliwia kilku mężczyzn, którzy przyjechali za kobietą. Nieznajomą spotyka ponownie w kasynie, ratując ją z finansowych tarapatów. Dziewczyna grała w kasynie bez pokrycia finansowego. Kobieta przedstawia się jako hrabina Tracy di Vincenzo. Następnego dnia rankiem kilku mężczyzn „proponuje” Bondowi przejażdżkę autem na spotkanie z pewnym mężczyzną. To Draco, szef jednej z najpotężniejszych organizacji przestępczych Europy, a przy okazji ojciec Tracy. Draco chce, aby James zbliżył się do jego córki i zaopiekował się nią. Bond wyraża zgodę, ale w zamian chce pomocy w odnalezieniu Ernsta Stavro Blofelda. Przełożony Bonda, M, nie zgadza się na taki układ. Bond chce zrezygnować ze służby. Na szczęście Moneypenny zmienia pismo z prośbą o rezygnację na prośbę o urlop. Związek między 007 a piękną Tracy rozwija się dynamicznie, między parą rodzi się uczucie. Jednocześnie Draco dostarcza coraz to nowych informacji o Blofeldzie. Okazuje się, że Ernst Stavro Blofeld ubiega się o uzyskanie tytułu szlacheckiego, a na siedzibę wybrał sobie tajemnicze laboratorium w szwajcarskich Alpach, na szczycie Piz Gloria.

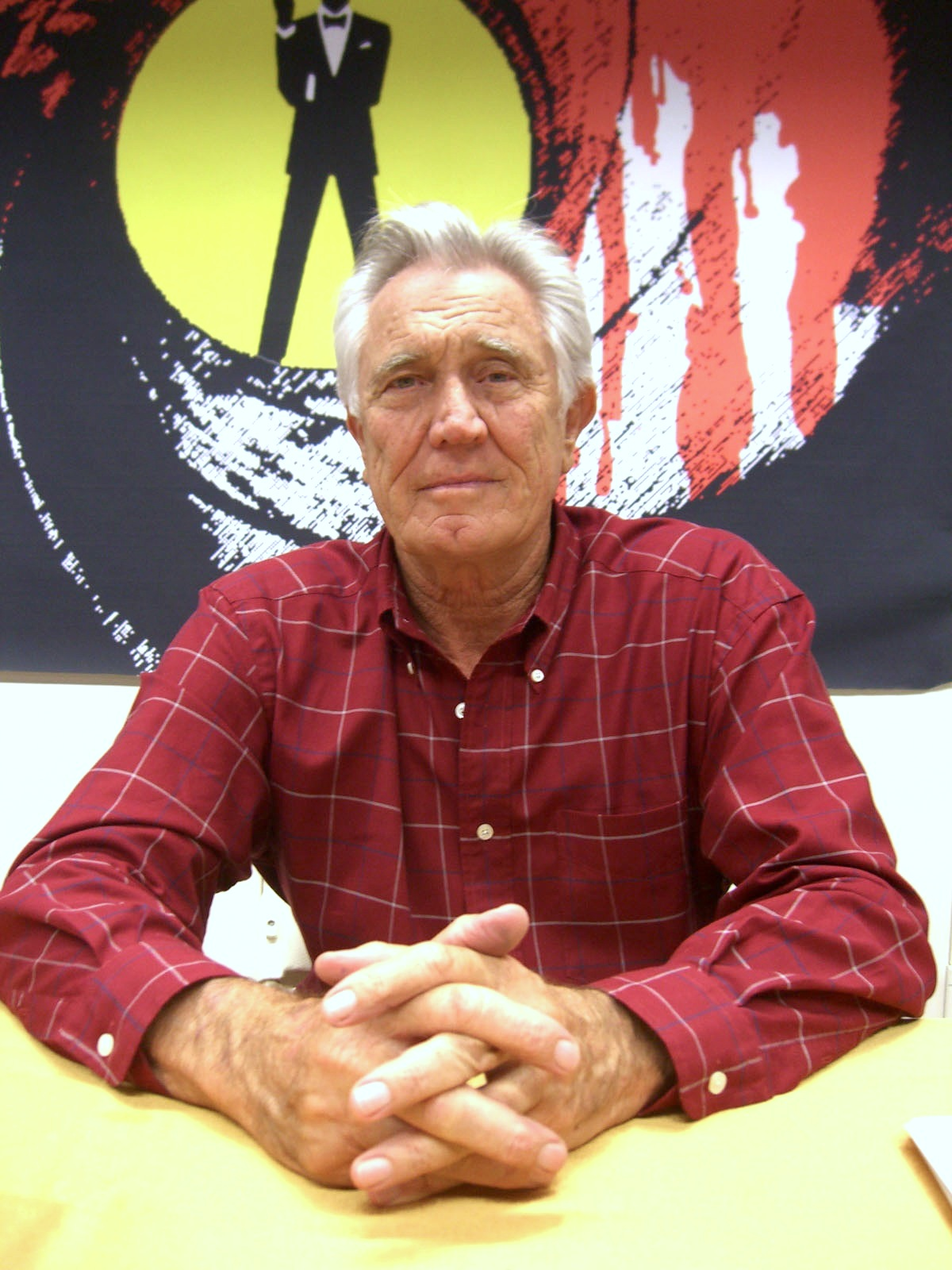
George Lazenby na zdjęciu z 2008 roku. Aktor wcielił się w filmie w postać agenta 007 – Jamesa Bonda.

James Bond pod przykrywką tego, że jest genealogiem i przedstawicielem towarzystwa heraldycznego, Sir Hilarym, przyjeżdża do Blofelda, aby potwierdzić jego szlachectwo. Alpejska baza to jednocześnie klinika, w której Blofeld leczy z alergii piękne kobiety z całego świata. W trakcie pobytu w siedzibie Blofelda Bond zostaje zdemaskowany. Ernst Stavro wyjawia mu swój najnowszy zbrodniczy plan. Jego laboratorium wytworzyło śmiercionośny wirus Omega, który powoduje bezpłodność. Piękne dziewczyny, które są pacjentkami kliniki, po powrocie do swoich domów w przeróżnych zakątkach świata mają w odpowiednim momencie rozprzestrzenić wirus, wywołując światową epidemię bezpłodności. Istnienie ludzkości jest zagrożone, a celem Blofelda jest zaszantażowanie świata: w zamian za nierozprzestrzenianie wirusa Blofeld zarząda od ONZ ogromnego okupu. Bondowi udaje się uciec z Piz Glorii. W szwajcarskim miasteczku spotyka Tracy. Z pomocą ojca Tracy, Draco, razem postanawiają zniweczyć plan Blofelda. Helikoptery i najemnicy Draco wspólnie z Bondem niszczą Piz Glorię. Blofeldowi jednak udaje się przeżyć.
Niedługo potem Bond i Tracy biorą ślub. Gdy jadą jedną z alpejskich tras, zatrzymują się w celu zdemontowania kwiatów z samochodu Aston Martin Bonda. W tym momencie pojawia się srebrny Mercedes-Benz 600 prowadzony ze znaczną prędkością przez Blofelda. Z pojazdu wychyla się Irma Bunt, podwładna Blofelda, i strzela z broni automatycznej. Nie udaje się jej trafić Bonda, ale od jednego z pocisków ginie Tracy Bond.

## Produkcja
Prace na planie filmu ruszyły 21 października 1968 roku. Ekipa przyjechała do Szwajcarii. Kręcono tam wszystkie sceny zimowe oraz sceny na zewnątrz kliniki Blofelda. Problemem okazało się sfilmowanie scen pościgów narciarskich. Zrealizowano je dzięki pomocy olimpijczyka Willy Bognera. Pod koniec grudnia ekipa przeniosła się do Pinewood. Nakręcono tam sceny rozgrywające się wewnątrz kliniki Blofelda. Druga ekipa pozostała natomiast w Szwajcarii, by zrealizować scenę pościgu bobslejowego. Powstały one na nieczynnym torze, zamkniętym z powodu zdarzających się na nim wcześniej wypadków śmiertelnych. Kolejną sceną była ta, w której Bond i Teresa uciekają przed lawiną. W tym celu ekipa wywołała prawdziwą lawinę, zrzucając z helikoptera kilka bomb. Po zakończeniu zdjęć w Szwajcarii, ekipa wyruszyła na portugalskie wybrzeże, gdzie nakręcono sekwencję początkową oraz scenę ślubu i wesela Bonda i Tracy. Zdjęcia zakończono latem 1969 roku. Premiera filmu odbyła się 18 grudnia 1969 roku.

### Lokacje
Zdjęcia do filmu kręcono w następujących lokacjach:
- Anglia (Londyn, Marlow w hrabstwie Buckinghamshire);
- Portugalia (Estoril, Praia do Guincho, Zambujal);
- Szwajcaria (kanton Berno: restauracja Piz Gloria, Schilthorn, Lauterbrunnen, Grindelwald, Berno)[5].

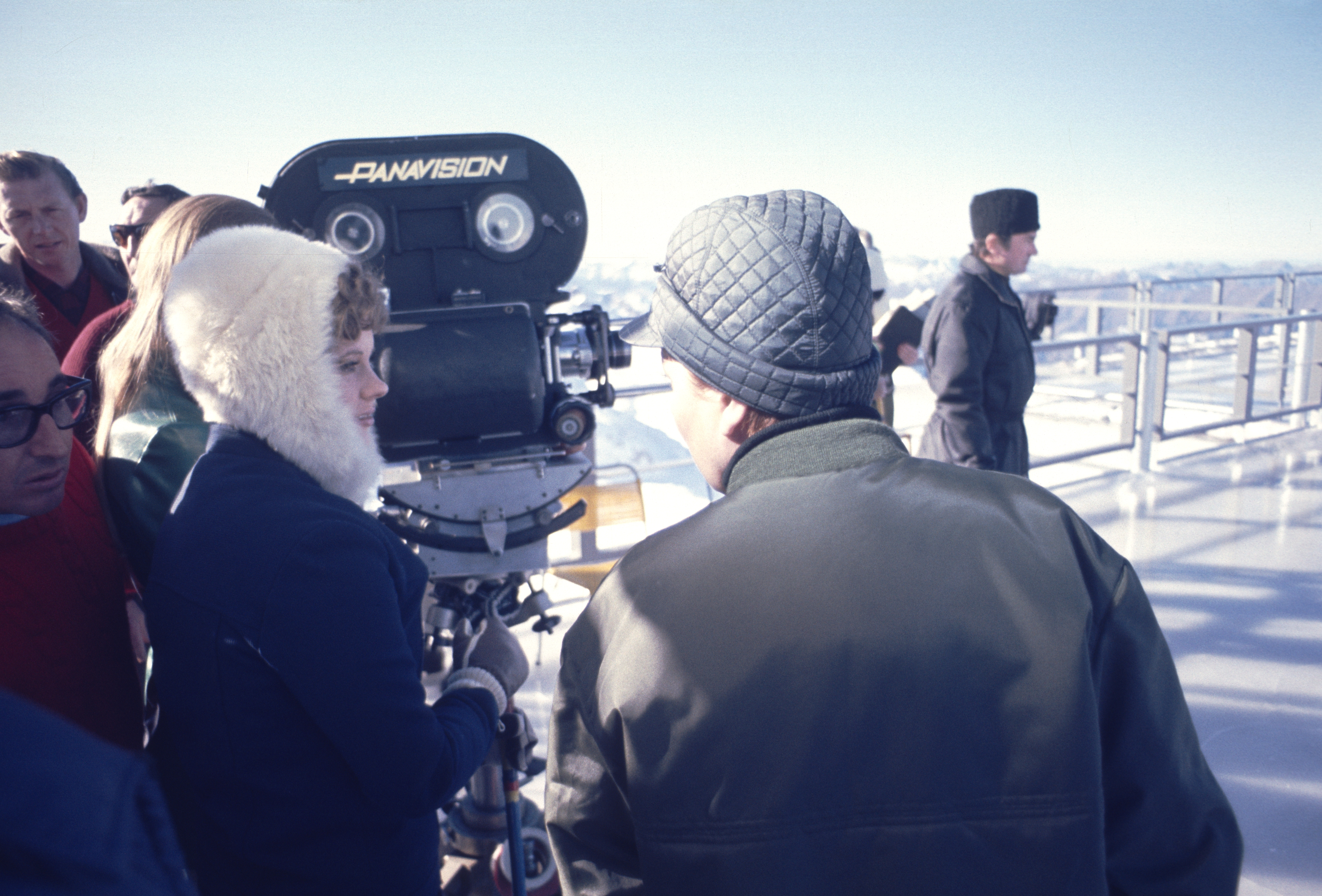
Na planie filmu.

## Obsada
- George Lazenby – James Bond
- Diana Rigg – hr. Theresa „Tracy” di Vincenzo
- Telly Savalas – Ernst Stavro Blofeld / hr. Balthazar de Bleuchamp
- Gabriele Ferzetti – Marc Ange Draco
- Ilse Steppat – Irma Bunt
- George Baker – Sir Hilary Bray
- Jurij Borienko – Grunther
- Bernard Horsfall – Shaun Campbell
- James Bree – Gumbold
- Lois Maxwell – Panna Moneypenny
- Bernard Lee – M
- Geoffrey Cheshire – Toussaint
- Irvin Allen – Che-Che
- Virginia North – Olympe
- Nikki van der Zyl – Olympe (głos)
- Angela Scoular – Ruby Bartlett
- Catherina Von Schell – Nancy
- Julie Ege – skandynawska dziewczyna
- Mona Chong – chińska dziewczyna
- Sylvana Henriques – jamajska dziewczyna
- Dani Sheridan – amerykańska dziewczyna
- Joanna Lumley – angielska dziewczyna
- Zaheera – hinduska dziewczyna
- Anoushka Hempel – australijska dziewczyna
- Ingrit Back – niemiecka dziewczyna
- Helena Ponee – izraelska dziewczyna
- Jenny Hanley – irlandzka dziewczyna
- Desmond Llewelyn – Q
- John Gay – Hammond
- Terry Mountain – Raphael